# Куршубадзе, Муртаз Юсупович
Муртаз Юсупович Куршубадзе (18 августа 1908 года, Батум, Кутаисская губерния, Российская империя — 1964 год, Батуми, Аджарская АССР, Грузинская ССР) — председатель исполнительного комитета Батумского районного Совета депутатов трудящихся Аджарской АССР, Грузинская ССР. Герой Социалистического Труда (1949).

## Биография
Родился в 1908 году в Батуми. После 1917 году вместе с семьёй проживал в селе Земо-Джочо. С 1926 году обучался в Батумском агрономическом училище, с 1932 года — на факультете субтропических культур Грузинского государственного сельскохозяйственного института. С 1937 года — агроном сельскохозяйственного отдела Хулойского района. В 1938 году назначен директором Ахалшенского совхоза.
С 1939 года — на партийной работе, в последующие годы избран председателем Батумского райсовета. Занимался развитием социальной структуры в Батумском районе. Под его руководством были построен мосты через реки Чорох и Мачахели, гидросооружения для орошения земель. В годы Великой Отечественной войны служил политруком, руководил в районе мобилизационными и оборонительными мероприятиями, поставкой продовольствия на фронт. За успешное руководство районом в годы войны и в связи с 25-летием образования Грузинской ССР был награждён в 1946 году Орденом «Знак Почёта».
В послевоенные годы восстанавливал сельское хозяйство в Батумском районе. В 1948 году обеспечил перевыполнение в целом по району плановый сбор урожая сортового зелёного чайного листа на 15,2 %. Указом Президиума Верховного Совета СССР от 29 августа 1949 года удостоен звания Героя Социалистического Труда за «получение высоких урожаев сортового зелёного чайного листа и цитрусовых плодов в 1948 году» с вручением ордена Ленина и золотой медали «Серп и Молот» (№ 4504).
Этим же указом званием Героя Социалистического Труда были награждены руководители Батумского района первый секретарь Батумского райкома Диомид Севодович Хеладзе, заведующий районным управлением сельского хозяйства Скендер Хасанович Чанкуридзе, главный районный агроном Константин Феодорович Михаилиди и 17 тружеников различных сельскохозяйственных предприятий Батумского района.
С 1948 года трудился на административной работе в Министерстве сельского хозяйства Аджарской АССР. С 1953 года — главный специалист по производству цитрусовых плодов Аджарской АССР, в последующие годы — директор цитрусовой фабрики, директор деревообрабатывающего завода до выхода на пенсию в 1959 году.
Проживал в Батуми. Скончался в 1964 году.
Награды
- Герой Социалистического Труда
- Орден Ленина
- Орден «Знак Почёта» (24.02.1946)
- Медаль «За оборону Кавказа» (01.05.1944)
- Медаль «За победу над Германией в Великой Отечественной войне 1941—1945 гг.»